# Nothoscordum cambarense
Nothoscordum cambarense är en amaryllisväxtart som beskrevs av Pierfelice Ravenna. Nothoscordum cambarense ingår i släktet vaniljlökar, och familjen amaryllisväxter. Inga underarter finns listade i Catalogue of Life.